# Tratado de Wuchale
O Tratado de Wuchale (ou, Tratado de Ucciale; em italiano: Trattato di Uccialli) foi um tratado assinado pelo Rei Menelik II de Shewa, mais tarde, imperador da Etiópia, com o conde Pietro Antonelli da Itália, na cidade de Wuchale, Etiópia, em 2 de maio de 1889. O tratado cedeu territórios que foram anteriormente uma parte da Etiópia, nomeadamente as províncias de Bogos, Hamasien, Akkele Guzay e Serae e estão na origem da colônia italiana e estado moderno da Eritreia. Em troca, a Itália prometeu ajuda financeira e suprimentos militares.
Firmaram-se duas versões do tratado, uma em italiano e a outra em amárico, as línguas oficiais dos países envolvidos no tratado. Ambas as versões diferiam na redação do artigo 17, na versão italiana se estabelecia que a Etiópia estava obrigada a tratar seus assuntos de política exterior e relações com outras nações estrangeiras por meio das autoridades italianas, transformando assim o reino etíope em um protetorado italiano. Na versão em amárico, por outro lado, se recomendava simplesmente consultar ao governo italiano, naqueles assuntos que envolviam as outras nações europeias. O mal-entendido se deveu à má tradução de um verbo, que formou uma cláusula permissiva em amárico e outra obrigatória em italiano.
A diferença foi percebida quando Menelik II, que apenas assinara a versão amárica do texto (sendo assegurado de que não haveria diferenças entre esta versão e a italiana), tentou entrar em contato com a Rainha Vitória do Reino Unido e o Imperador Guilherme II da Alemanha, ambos respondendo que, em virtude do artigo 17 do tratado, a Etiópia apenas poderia contatá-los através da diplomacia italiana, o que chocou o imperador etíope. A controvérsia, entre ambos países, originada na diferença de versões do tratado, derivou na Primeira Guerra Ítalo-Etíope, entre 1895 e 1896, que finalizou com a derrota italiana na Batalha de Aduá, e na delimitação definitiva das fronteiras da Eritreia.